# Johannes Kreidl
Johannes Kreidl (* 7. März 1996 in Hart im Zillertal) ist ein österreichischer Fußballtorwart.

## Karriere

### Im Verein
Kreidl begann seine Karriere beim SV Fügen und wurde später in die Akademie Tirol des Tiroler Fußballverbandes aufgenommen. In der Saison 2013/14 kam Kreidl für den SV Fügen in der viertklassigen Tiroler Landesliga und einmal für die zweite Mannschaft des FC Wacker Innsbruck in der drittklassigen Regionalliga West zum Einsatz.
Zur Saison 2014/15 wechselte Kreidl zum Hamburger SV. Beim HSV kam er in seinem ersten Jahr – neben einem Einsatz in der zweiten Mannschaft in der viertklassigen Regionalliga Nord – auf 18 Einsätze in der A-Jugend (U-19) in der A-Jugend-Bundesliga. Nachdem Kreidl den Jugendbereich durchlaufen hatte, rückte er zur Saison 2015/16 fest in die zweite Mannschaft auf. Dort kam er aber hinter Tom Mickel und Andreas Hirzel, dem dritten Torwart der ersten Mannschaft, nicht zum Einsatz.
Um Spielpraxis zu sammeln, wurde Kreidl Anfang Februar 2016 bis zum Ende der Saison 2016 an den finnischen Erstligisten Kuopion PS ausgeliehen. Nach vier Spielen im Ligapokal und zwei Einsätzen im Suomen Cup debütierte Kreidl am 9. April 2016 bei der 0:1-Niederlage gegen Tampereen Ilves am ersten Spieltag in der Veikkausliiga. In der gesamten Saison kam Kreidl auf 24 Ligaeinsätze.
Im Jänner 2017 wechselte Kreidl zur U21 des 1. FC Nürnberg.
Zur Saison 2018/19 kehrte er nach Österreich zurück, wo er sich dem Zweitligisten SV Ried anschloss. Mit Ried stieg er 2020 in die Bundesliga auf. Nach dem Aufstieg verließ er den Verein nach 53 Einsätzen in der 2. Liga.
Nach mehreren Monaten ohne Verein kehrte er im November 2020 zum finnischen Erstligisten Kuopion PS zurück, bei dem er einen bis Dezember 2022 laufenden Vertrag erhielt. Nach der Spielzeit 2021 wurde er dort als bester Torwart der Liga ausgezeichnet. Darüber hinaus gewann er 2021 sowie erneut 2022 mit der Mannschaft den finnischen Fußballpokal. Im September 2022 verlängerte er seinen Vertrag um ein weiteres Jahr.

### In der Nationalmannschaft
Kreidl ist Juniorennationalspieler Österreichs. Mit der U-20-Auswahl nahm er an der U-20-Weltmeisterschaft 2015 in Neuseeland teil, bei der er hinter Tino Casali jedoch nicht zum Einsatz kam.
Im Mai 2018 debütierte er in einem Testspiel gegen Tschechien für die U-21-Auswahl.

## Erfolge
- Finnischer Pokalsieger: 2021, 2022
- Bester Torhüter der Veikkausliiga (Finnland): 2021
- Bester Torhüter der 2. Liga (Österreich): 2019